# 凸轴蕨
凸轴蕨（学名：Metathelypteris gracilescens）为金星蕨科凸轴蕨属下的一个种。

## 扩展阅读
- 維基物種上的相關：凸轴蕨